# 小島由梨
小島 由梨（こじま ゆり、1990年11月23日 - ）は、日本のアイドル、タレント。ファイブ☆エイト所属。

## 経歴
小学館開催の「ちゃおアイドルガールコンテスト」において、2002年の準グランプリを獲得したことを機に芸能界入り。
特技は、水泳とピアノ。

## 作品

### DVD
- Yuri-Mix（ぶんか社）

## 出演

### TV
- NHK教育「コトヴァイバー」
- NHK「五嶋みどり&N響スペシャルコンサート」
- スーパーな少女☆58

### CM
- イオン「30周年記念」
- ベネッセコーポレーション「ポケットチャレンジ」（中部地方）
- 「レモンガス」LPガス
- 全薬工業「ジキニン」、「ジキニン顆粒エース」
- NTT東日本「フレッツ」
- タカラ「e-karaミニカートリッジ」
- 河合塾「日本の少女編」

### その他
- 主婦の友社「Hana*chu→」（雑誌）
- 小学館「ちゃお」（雑誌）
- ニッセン「なかよし共和国 '04春号」（カタログ）
- YAMAHA「ハーモニーキーボード」（パンフ・雑誌広告）
- アトリー「好夏3 ～星空のユグドラシル～」（DVDドラマ）
- 財団法人牛乳普及協会「ミラクルミルク」（VP）
- K DUB SHINE「マキシマムリスペクト」（PV）
- SMF全国学生映像連盟「スタンドバイミーズ」（映画） - 里見利沙 役

## 書籍

### 写真集
- 初恋レター（2004年10月、辰巳出版、撮影：河野英喜） ISBN 978-4777801022